# Търсенето на Немо
Търсенето на Немо (на английски: Finding Nemo) е американски анимационен комедийно-драматичен приключенски филм от 2003 г., продуциран от Пиксар Анимейшън Студиос за Уолт Дисни Пикчърс. Филмът е режисиран от Андрю Стантън, с режисьорско съдействие от Лий Ънкрич, продуциран от Греъм Уолтърс, по сценарий на Стантън, Боб Питърсън и Дейвид Рейнълдс, базиран на историята на Стантън. Филмът е озвучен с гласовете на Албърт Брукс, Елън Дедженеръс, Александър Гулд, Уилям Дефо и Джефри Ръш. Историята проследява риба клоун на име Марлин (Брукс), който, заедно със забравящата синя риба хирург Дори (Дедженеръс), търси изчезналия си син Немо (Гулд). По пътя Марлин се учи да поема рискове и да приеме, че Немо може сам да се грижи за себе си.
Предпроизводството започва през 1997 г. Идеята за Търсенето на Немо се заражда още в детството на Стантън — той обожавал да ходи при зъболекаря, за да гледа аквариумите и вярвал, че рибите са от океана и искат да се върнат у дома. За да се гарантира достоверността на движенията им, аниматорите преминават интензивен курс по биология на рибите и океанография. Музиката на филма е композирана от Томас Нюман.
Премиерата на филма е на 18 май 2003 г. в театър Ел Капитан в Лос Анджелис, а в кината в САЩ излиза официално на 30 май 2003 г. При излизането си филмът получава голямо признание от критиците за визуалните ефекти, сценария, анимацията, партитурата на Нюман и героите — забавни както за децата, така и за техните родители. Филмът става най-касовият анимационен филм към момента на излизането си и вторият най-касов филм за 2003 г., а също така шестият най-касов филм в света към онази дата, с брутни приходи от около 871 милиона долара по света до края на първоначалния си кинопоказ.. Филмът получава четири номинации Оскар на 76-те награди и печели статуетката за най-добър пълнометражен анимационен филм — първият филм на Пиксар и Дисни, който печели тази награда. През 2008 г. Американският филмов институт го класира като 10‑тия най‑добър американски анимационен филм в списъка си 10-те топ 10.. Оттогава насам Търсенето на Немо се счита за един от най-великите анимационни филми на всички времена.
Търсенето на Немо се превръща в най-продаваното DVD заглавие на всички времена — с над 40 милиона продадени копия към 2006 г. Той е най-касовият филм с рейтинг G преди Играта на играчките 3 да го измести. През 2012 г. филмът е преиздаден в 3D. Продължението Търсенето на Дори излиза през юни 2016 г.

## Сюжет
Марлин и Корал, двойка рибки клоуни, живеят щастливо на ръба на Големия бариерен риф. Те се подготвят да станат родители, но внезапно са нападнати от баракуда, която поваля Марлин в безсъзнание. Когато се събужда, открива, че Корал и яйцата са изчезнали — останало е само едно оцеляло яйце. Марлин го нарича Немо и се зарича да го пази на всяка цена.
Години по-късно Немо с нетърпение очаква да започне училище и да изследва външния свят, като се чуди колко дълго живеят морските костенурки. Марлин обаче, прекалено закрилящ, го държи под строга опека и предупреждава учителя за деформирания му тазов плавник. Когато класът посещава „ръба“ на рифа — мястото, където рифът среща откритото море — Марлин изпада в паника и се опитва да изтегли Немо от училище. В отговор, Немо предизвикателно започва да плува към близка лодка и е заловен от водолази, а Марлин не успява да го спаси.
Марлин се втурва след лодката и среща Дори — синя рибка хирург с краткотрайна памет, която предлага помощта си. Двамата попадат на Брус — голяма бяла акула, член на група за рехабилитация на хищници, които се опитват да не ядат други риби. По време на срещата, Марлин открива водолазна маска с изписан адрес. Когато по невнимание наранява Дори, Брус подушва кръвта ѝ и изпада в ярост, задействайки подводни мини. След като се измъкват, Дори си припомня, че може да прочете адреса, но изпуска маската в бездънна пропаст.
Междувременно, Немо е поставен в аквариум в кабинета на зъболекаря Филип Шърман в Сидни. Там се запознава с „бандата от аквариума“, водена от Джил — риба с белези от предишни опити за бягство. Те съобщават на Немо, че Шърман планира да го подари на племенницата си Дарла, която е известна с това, че убива рибките си. За да го предотврати, Джил измисля план за бягство: Немо, като най-малък, трябва да запуши филтъра, което ще принуди зъболекаря да почисти аквариума и да ги постави в найлонови торбички. Така те ще се търкулнат през прозореца и ще стигнат до пристанището. Немо опитва, но едва не загива във филтъра.
Дори окуражава Марлин да продължи търсенето и на дъното на пропастта намират маската, но са нападнати от морски дявол. Дори използва светлината, за да прочете адреса, докато Марлин улавя рибата с маската. Този успех възвръща увереността на Марлин и помага на Дори да запомни адреса. Въпреки това, Марлин решава да продължи сам, но Дори успява да убеди пасаж от монодактилиди да им покажат пътя към Източното австралийско течение. По пътя двамата попадат в гора от медузи. Дори бързо научава, че горната част не жили, и Марлин превръща преминаването в надпревара. За кратко си припомня какво е забавлението, но в крайна сметка и двамата получават ужилвания.
Събуждат се в Източното австралийско течение с група морски костенурки, включително Краш и сина му Плис. Краш учи Марлин да се отпусне и му казва, че е на 150 години — факт, който Марлин с нетърпение иска да сподели с Немо. Новината за пътуването на Марлин се разпространява из океана до Найджъл, пеликан от Сидни, който я съобщава на „бандата от аквариума“. Вдъхновен, Немо успява да запуши филтъра и аквариумът се покрива със зелени водорасли.
След като напускат течението, Марлин и Дори се изгубват и са погълнати от син кит. Марлин се страхува от най-лошото, но Дори го насърчава да се довери на кита, който ги изхвърля през отвора си в пристанището на Сидни. Найджъл ги спасява от ято гларуси и ги отвежда в кабинета на Шърман, където Немо се преструва на мъртъв, за да заблуди Дарла. Марлин губи всякаква надежда, когато Шърман изгонва Найджъл. Но Джил помага на Немо да избяга през канала и да стигне до пристанището.
Съкрушен, Марлин се сбогува с Дори и си тръгва, но скоро Дори открива Немо и ги събира отново. Рибарска лодка улавя Дори и пасаж групери. Немо убеждава баща си да му позволи да влезе в мрежата и да поведе рибите надолу, докато не разкъсат мрежата и освободят всички. Марлин хвали смелостта на Немо и най-накрая му разказва за Краш — 150-годишната морска костенурка. Няколко седмици по-късно, Марлин изпраща Немо на училище. Двамата се прегръщат топло, преди Марлин, заедно с Дори, да му пожелае приключения и да му помаха за довиждане.

## Актьорски състав
- Албърт Брукс – Марлин, риба клоун и свръхзакрилящият баща на Немо.
- Елън Дедженеръс – Дори, царствена синя риба хирург с краткосрочна загуба на паметта.
- Александър Гулд – Немо, единственият оцелял син на Марлин, който е развълнуван от живота и изследването на океана, но е заловен и опитомен като домашен любимец.
- Уилем Дефо – Джил, белязан рогат занкъл, живеещ в аквариум в стоматологичната клиника на Филип Шърман, и лидер на бандата.
- Брад Гарет – Плонд, рибата таралеж в аквариума.
- Алисън Джени – Руби, морската звезда в аквариума.
- Стивън Руут – Блъби, жълтата риба-хирург в аквариума.
- Остин Пендълтън – Гългул, обсесивно-компулсивната кралска грама в аквариума.
- Вики Луис – Деб, раираната риба, оглеждаща се в аквариума.
  - Луис – Фло, името, което Деб дава на отражението си, за което тя вярва, че е нейната сестра близначка.
- Джо Ранфт – Жак, скарида-чистач в аквариума.
- Джефри Ръш – Найджъл, австралийски пеликан, който често посещава зъболекарската клиника и е приятел с аквариумните рибки.
- Андрю Стантън – Краш, зелена морска костенурка.
- Елизабет Пъркинс – Корал, съпругата на Марлин и майката на Немо.
- Никълъс Бърд – Плис, синът на Краш.
- Боб Питърсън – Г-н Лъч, петнист скат и учител на Немо.
- Бари Хъмфрис – Брус, голяма бяла акула, който, въпреки че се въздържа от ядене на риба, продължава да се бори с инстинктивното си желание да я яде; той е приятел и с Анкър и Чъм.
- Ерик Бана – Анкър, акула чук, който е приятел с Брус и Чъм.
- Брус Спенс – Чъм, акула мако, който е приятел с Брус и Анкър.
- Бил Хънтър – Филип Шърман, зъболекар, който отглежда Немо и рибките в аквариума.
- Лулу Ебелинг – Дарла, буйната племенница на Шърман.
- Джорди Ранфт – Тад, риба-пеперуда и училищен приятел на Немо.
- Ерика Бек – Перлика, млад октопод и училищен приятел на Немо.
- Ерик Пер Съливан – Шелдън, младо морско конче и училищен приятел на Немо.
- Джон Раценбъргър – Пасаж от риби лястовици.

## Производство

### Разработка
Вдъхновението за Търсенето на Немо произлиза от множество преживявания, връщайки се към детството на режисьора Андрю Стантън, когато обичал да ходи на зъболекар, за да гледа аквариума, вярвайки, че рибите са от океана и искат да се върнат у дома. През 1992 г., малко след като му се ражда син, цялото му семейство посещава тематичен парк с животни. Там, след като вижда тунела за акули и различни морски експонати, Стантън усеща, че подводният свят може да бъде пресъздаден по великолепен начин чрез компютърна анимация. По-късно, през 1997 г., той извежда сина си на разходка в парка и осъзнава, че го предпазва прекомерно и пропуска възможността да има истинско преживяване мужду баща и син.
В интервю за списание Нешънъл Джиографик Стантън разказва, че идеята за героите Марлин и Немо идва от снимка на две рибки клоуни, подаващи се от анемона:

Беше толкова притегателно. Нямах никаква идея какъв вид риби са, но не можех да откъсна очи от тях. И като артист, фактът, че се казват „риби клоуни“ — беше перфектен. Почти няма нищо по-привлекателно от тези малки рибки, които искат да играят с теб.

Освен това, рибите клоуни са цветни, но не излизат често от анемоната си. За герой, който трябва да предприеме опасно пътуване, Стантън смята, че рибата клоун е перфектният избор. Предпроизводството на филма започва в началото на 1997 г. Стантън започва да пише сценария по време на постпродукцията на Приключението на бръмбарите. В резултат Търсенето на Немо започва производството с готов сценарий — нещо, което сърежисьорът Лий Ънкрич определя като „много необичайно за анимационен филм“. Художниците посещават курсове по гмуркане, за да изучат кораловия риф.
Първоначално Стантън възнамерява да използва ретроспекции, за да разкрие как умира Корал, но осъзнава, че до края на филма няма какво да бъде разкрито, и решава да покаже смъртта ѝ още в началото на филма. Героят Джил също първоначално е различен от крайния вариант във филма. В сцена, която впоследствие е изтрита, Джил разказва на Немо, че е от място, наречено залива, и че има братя и сестри, за да впечатли младата рибка.

### Кастинг
Уилям Мейси е първият актьор, избран за ролята на Марлин. Макар Мейси да е записал повечето реплики, Стантън усеща, че героят има нужда от по-лек подход. След това Стантън избира Албърт Брукс за ролята, и според него това „спасява“ филма. Брукс харесва идеята Марлин да бъде риба клоун, която не е смешна, и записва гафове с много лоши шеги.
Идеята за сцената, в която Немо преминава през изпитание, за да бъде приет от другите рибки, се ражда по време на творческа среща между Стантън и Боб Питърсън, докато пътуват за запис на актьорите. Въпреки че първоначално Стантън си представя Дори като мъжки герой, той е вдъхновен от Елън Дедженеръс, след като гледа епизод, в който тя „сменя темата пет пъти преди да завърши едно изречение“. Пеликанът Джералд (който във финалния филм поглъща и задавя Марлин и Дори) първоначално е приятел на Найджъл — планирано е двамата да играят контрастно, като Найджъл е точен и педантичен, а Джералд е небрежен и разхвърлян. Но не откриват сцена, която да не забавя темпото на филма, затова персонажът на Джералд е минимизиран.
Стантън сам озвучава Краш, зелената морска костенурка, но след като пробите, които прави, прешава да го запази във финалния вариант. Записва всички реплики, лежейки на диван в офиса на Ънкрич. Синът на Краш, Плис, е озвучен от Никълъс Бърд — син на друг режисьор на Пикаср, Брад Бърд. Стантън научава за него, когато чува лента с гласа му, звучаща около студиото, и веднага го кани.
Меган Мъланли първоначално е предвидена да озвучи роля във филма. Според Мъланли, продуцентите са изненадани да научат, че гласът ѝ като Карън Уокър в сериала Уил и Грейс не е нейният естествен говор. Те я наемат и силно я насърчават да използва този глас за ролята. Когато тя отказва, е освободена от проекта.

### Анимация
За да са достоверни движенията на рибите във филма, аниматорите преминават експресен курс по биология на рибите и океанография. Те посещават аквариуми, гмуркат се на Хаваите и участват във вътрешни лекции, изнасяни от ихтиолог. В резултат, аниматорът на Дори в Пиксар — Джини Крус Сантос — интегрира движението на рибите, човешките движения и мимиките, за да ги направи визуално и емоционално убедителни персонажи. Художественият ръководител Ралф Егълстън създава пастелни скици, за да даде на екипа по осветление, ръководен от Шарън Калахан, представа как трябва да бъде осветена всяка сцена във филма.
Голямата бяла акула, Брус, е препратка към аниматроник акулата, използвана във филма на Юнивърсъл Челюсти (1975). Акулата на снимачната площадка има прякора Брус, вдъхновен от име на адвокат — Брус Реймър, който е бил адвокатът по развод на Стивън Спилбърг. Фразата „Ето го Бруси!“ е намек към репликата на Джак Никълсън от хорър класиката Сиянието (1980). Освен това, музиката, която звучи при сцена с племенницата на зъболекаря — Дарла, е тема от филма на Алфред Хичкок Психо (1960).
Филмът е посветен на Глен Маккуин, аниматор от Пиксар, който умира от меланома през октомври 2002 г. Търсенето на Немо споделя много сюжетни елементи с детската книга Пиер, рибата клоун, публикувана през 2002 г., но уж създадена още през 1995 г. Авторът, Франк Ле Калвес, завежда съдебен иск срещу Дисни за нарушение на интелектуалните му права и за забрана на търговското разпространение на продукти, свързани с Търсенето на Немо във Франция. Съдът отхвърля жалбата му, като посочва разликите в цветовете между Пиер и Немо.

## Музика
Търсенето на Немо е първият филм на Пиксар, чиято музика не е композирана от Ранди Нюман. Вместо това оригиналният саундтрак е написан от неговия братовчед — Томас Нюман — и излиза на 20 май 2003 г. Музиката е номинирана за награда Оскар за оригинална филмова музика, но губи в конкуренция с Властелинът на пръстените: Завръщането на краля.

## Премиера

### Маркетинг
Дисни пуска тийзър трейлър на Търсенето на Немо през юни 2002 г., като първоначално е прикачен към кинопремиерата на Лило и Стич. По-късно същият тийзър е излъчен и с кинопрожекциите на Хей, Арнолд!: Филмът, Реактивните момичета: Филмът, Стюарт Литъл 2 и Джона. Тийзърът е включен и в домашното видео издание на Таласъми ООД, както и в други видео издания на Дисни. Следващият трейлър на филма излиза през октомври 2002 г. и е показан в кината преди прожекциите на Планетата на съкровищата и Бодилчетата. Третият трейлър се появява през февруари 2003 г. и се прожектира преди Книга за джунглата 2. Четвъртият и последен трейлър излиза през март 2003 г. и е прикрепен към Прасчо.
Ресторантите Макдоналдс започват да предлагат осем играчки към детското си меню, вдъхновени от филма. На 100-ото издание на международно изложение за играчки, проведено в Ню Йорк, Хасбро представя разнообразна серия играчки от Търсенето на Немо. Келогс пуска на пазара зърнена закуска, тематично свързана с филма — подсладени овесени хапки с маршмелоу във формата на рибки. Търсенето на Немо е рекламиран чрез промоционални партньорства с компании като Фрито-Лай, Киблър, Пепси, Ралфс, Дрейърс, Джел Сърт, Ейрхедс, Орвил и други. Преди 26 май 2003 г., над 50 милиона опаковки чипс носят стикери за участие в игра с награда — пътуване за четирима до Сидни, Австралия, с посещение на Големия бариерен риф. На 17 май 2003 г. Фрито-Лай организира събитие във всички магазини на Уолмарт, където децата използват 3D очила, за да откриват скрити изображения на Немо. Келогс включва осем различни водни играчки с герои от филма в кутиите на зърнените закуски, които произвежда.
На 20 май 2003 г. Келогс изтегля от пазара кутиите с една от зърнените си закуски, поради изключително силната визуална прилика с игра с карти за памет на Хасбро. Заведен е съдебен иск срещу компанията, в който е включено пълностранично изображение на предната част на кутията, показваща талисмана Тони Тигъра до Немо, Дори и Краш. Дисни предоставя лиценз за използване на героите върху картите. Хасбро завежда делото с цел защита на търговската си марка от очевидно нарушение.

### Кино
Търсенето на Немо не е просто петият филм на Пиксар — той е и първият, който излиза по кината през лятото, вместо през ноември, както се случва с предишните четири заглавия на студиото. Премиерата на филма се състои в Лос Анджелис на 18 май 2003 г., а официалното киноразпространение започва на 30 май 2003 г., заедно с Италианска афера и Погрешен завой.

### Домашна употреба
Търсенето на Немо излиза на VHS и DVD на 4 ноември 2003 г., като и двете издания са THX-сертифицирани и създадени директно от дигиталния оригинал. Специалното колекционерско DVD издание продава над 8 милиона копия още в първия ден от пускането си, като подобрява рекорда на Спайдър-Мен за най-много продадени DVD издания за един ден. Филмът надминава и Таласъми ООД като най-продаван анимационен филм за 24 часа. В рамките на две седмици става най-продаваното DVD за времето си, с над 15 милиона продадени копия, изпреварвайки Властелинът на пръстените: Задругата на пръстена. С над 40 милиона продажби до момента Търсенето на Немо държи рекорда за най-продавано DVD в историята. Първият диск включва версия с широкоекранен формат, документални материали, галерии и аудио/видео коментар, а вторият диск предлага стандартен (4:3) формат, игри, трейлъри за други филми (включително от Феноменалните и Бандата на кравите), бонус късометражни филми и рекламната кампания. И двата диска съдържат уводни думи от Стантън и Ънкрич, както и „виртуални аквариуми“, вдъхновени от различните локации във филма.
По-късно, на 4 декември 2012 г., филмът е преиздаден на Blu-ray и 3D Blu-ray във версии с 3 и 5 диска. През 2019 г. Търсенето на Немо излиза и на 4K Ultra HD Blu-ray.

## Прием

### Боксофис

#### Първоначално киноразпространение
По време на първоначалното разпространение по кината Търсенето на Немо печели 339,7 милиона долара в САЩ и Канада и още 531,3 милиона долара в други територии, с общ световен приход от 871 милиона долара. Това го прави втория най-печеливш филм за 2003 г. след Властелинът на пръстените: Завръщането на краля. Търсенето на Немо също така побеждава Матрицата: Презареждане, за да стане най-касовият филм на лятото през 2003 г. В САЩ се продават приблизително 56,4 милиона билета през първоначалния му период на разпространение.
През уикенда на премиерата си Търсенето на Немо печели 70,6 милиона долара приходи в САЩ и Канада. В първия си ден филмът се класира на първо място в боксофиса, измествайки [[Всемогъщият Брус] и Италианска афера. Освен това, надминава предшественика си Таласъми ООД с рекорд за най-високи продажби в първия уикенд за анимационен филм в САЩ. Този рекорд остава до следващата година, когато го изпреварва Шрек 2. Търсенето на Немо постига третия по високи приходи уикенд през 2003 г. след Матрицата: Презареждане и Х-Мен 2. През втория си уикенд филмът пада на второ място след Бързи и яростни 2, с 34% спад и приходи от 45,8 милиона долара. Въпреки това, следващата седмица се връща на първо място, с приходи 29,2 милиона долара и общ доместик приход до 192,3 милиона долара. Търсенето на Немо е първият филм, който успява да си върне първото място след Не умирай днес и Хари Потър и Стаята на тайните през 2002 г. Филмът също така надминава слабите начални приходи на Дребосъчетата се развихрят, Холивудски ченгета и От глупав по-по-глупав: Когато Хари срещна Лойд. До 20‑тия ден от пускането си Търсенето на Немо вече е реализирал над 200 милиона долара приходи. През четвъртия си уикенд е изпреварен от Хълк. Въпреки това, филмът продължава да бъде предпочитан от публиката и семействата през лятото, като дори надминава още един анимационен филм — Синбад: Легендата за седемте морета.
Към юли 2003 г. Търсенето на Немо достига 274,9 милиона долара приходи в САЩ, като изпреварва Матрицата: Презареждане за най-касов филм на годината в страната. Филмът дори надминава Шрек и става вторият най-касов анимационен филм. По-късно през същия месец премина 300 милиона долара, ставайки най-касовият анимационен филм в САЩ и Канада до момента, надминавайки Цар лъв. До края на летния сезон Търсенето на Немо е сред петте филма, достигнали над 200 милиона долара приходи за един летен сезон; останалите са Х-Мен 2, Матрицата: Презареждане, Всемогъщият Брус и другата продукция на Дисни Карибски пирати: Проклятието на Черната перла. В края на киноразпространението си филмът реализира 339,7 милиона долара в Северна Америка и 531,3 милиона долара международни приходи, общо 871 милиона долара по света. По тези показатели надминава Цар лъв като най-касов анимационен филм. Задържа се в Топ 10 на боксофиса до 14 август — общо 11 седмици. В Северна Америка рекордът е изпреварен от Шрек 2 през 2004 и Играта на играчките 3 през 2010 г. Търсенето на Немо държи международния рекорд за най-касов анимационен филм до 2009 г., когато е изпреварен от Ледена епоха 3: Зората на динозаврите. Извън Северна Америка заема пето място по приходи сред анимационните филми. Световно, към днешна дата е на девета позиция по общи приходи сред анимационните филми. Освен това, е най-касовият филм на Дисни за три години, докато е изпреварен от Карибски пирати: Сандъкът на мъртвеца. Търсенето на Немо е и четвъртият анимационен филм, който достига 500 милиона долара световни приходи, заедно с Таласъми ООД, Аладин и Цар лъв.
Филмът има впечатляващи резултати на боксофиса и в много международни пазари. В Япония, най-касовият пазар след Северна Америка, филмът реализира приходи от 11,2 милиарда йени (102,4 милиона долара), превръщайки се в най-касовия чуждестранен анимационен филм в местна валута. Изпреварен е единствено от Замръзналото кралство (25,5 милиарда йени). Търсенето на Немо е вторият филм на Буена Виста Пикчърс, който достига 100 милиона долара в страната, след Армагедон през 1999 г. При откриващия си уикенд в Япония филмът реализира 10 милиона долара, изкачвайки се на първо място пред Последният самурай. В Мексико достига 4,7 милиона долара, което го прави втория най-успешен премиерен уикенд за страната след Спайдър-Мен. Филмът също така реализира 37,2 милиона британски лири (67,1 милиона долара) в Обединеното кралство, Ирландия и Малта. Първоначално генерира 7,4 милиона лири (12,3 милиона долара) през уикенда на премиерата си, което го прави втория най-успешен уикенд за годината след Матрицата: Презареждане. В киносалоните UCI в Манчестър постига приходи от 17 150 лири (28 583 долара) за три дни, което го прави най-печелившия дигитален филм там, надминавайки Междузвездни войни: Епизод II - Клонираните атакуват и много други. С 28,7 милиона лири (35,7 милиона долара) Търсенето на Немо става най-касовият филм, пуснат през октомври 2003 г. в региона, изпреварвайки Лоши момчета 2. Сред останалите силни пазари са Франция и Магреб (64,8 милиона долара), Германия (53,9 милиона долара) и Испания (29,5 милиона долара).

#### 3D преиздание
След успеха на 3D преизданието на Цар лъв, Дисни преиздава Търсенето на Немо в 3D формат на 14 септември 2012 г., като разходите по конверсията са оценени на под 5 милиона долара. През уикенда на премиерата на 3D версията в Северна Америка Търсенето на Немо реализира приходи от 16,7 милиона долара и дебютира на второ място, след Заразно зло: Възмездие. Филмът печели общо 41,1 милиона долара в Северна Америка и 28,2 милиона долара в международен мащаб, с комбиниран приход от 69,3 милиона долара и общ световен кумулативен приход от 940,3 милиона долара.

### Реакции на критиката
На сайта за отзиви Rotten Tomatoes 99 % от 266 ревюта на критици са положителни, със средна оценка 8.7/10. Обобщението гласи: „Изключително красив и поддържан от звездната игра на внимателно подбран актьорски състав, Търсенето на Немо добавя още един прекрасно изработен шедьовър към короната на Пиксар“. Metacritic, който използва претеглена средна оценка, дава на филма 90 от 100 на база 38 рецензии, което означава „универсален възторг“. Зрителите, анкетирани от CinemaScore, дават на филма рядка средна оценка A+ в скала от A+ до F. Търсенето на Немо е третият филм на Пиксар, който постига тази оценка, след Играта на играчките 2 (1999) и Таласъми ООД (2001).
Роджър Ебърт дава филмът четири звезди от четири, описвайки го като „един от онези редки филми, в които исках да седна на първи ред и да оставя образите да се разлеят до краищата на зрителното ми поле“.Ед Парк от Вилидж Войс пише: „Това е океан от визуално удоволствие, който остава свеж дори в разклатената ера на Спондж Боб Квадратни гащи“. Марк Каро от Чикаго Трибюн дава четири от четири звезди и отбелязва: „Свързваш се с тези морски същества по начин, който рядко се случва с човешки герои… Резултатът: истинско потънало съкровище“. Хейзъл-Даун Дъмпър от Ел Ей Уийкли коментира: „Филмът е изключително красив — с ослепителни светлина, движение, повърхности и цветове, обслужващи най-доброто професионално въображение, което могат да купят пари“. Бет Джоунс от Ронък Таймс дава оценка 5 от 5 и пише: „Някои сцени са по-плашещи от мустакът на Едуард Нортън от Италианска афера“. Джеф Стриклър от Стар Трибюн отбелязва: „Дори когато Пиксар не е на върха на играта си, все пак прави по-добра анимация от някои от най-добрите дни на конкурентите си“. Джин Сиймур от Нюздей оценява със три и половина от четири звезди: „Подводните пейзажи буквално ти спират дъха — наистина толкова реалистични, че почти спираш дъха си, докато гледаш“. Рене Родригес от Маями Хералд дава четири от четири звезди и казва: „Родителската тревожност може да не е характерна за детски филм, но тази очарователна приказка знае как да се обърне към детската публика без да подценява“.

## Продължение
През юни 2016 г. излиза продължение на този филм, озаглавено Търсенето на Дори. Фокусът е върху пътуването на Дори, за да се събере отново с родителите си, озвучени от Даян Кийтън и Юджийн Леви).

## В България
Премиерата на филма в България е през 2003 г.
През 2004 г. филмът е издаден на видеокасета и колекционерско DVD издание, съдържащо два диска, разпространявани от Александра Видео.
През 2011 г. е издаден отново на DVD в стандартно издание и на Blu-Ray, разпространявани от A+Films.
Синхронен дублаж
| Роля                | Изпълнител             |
| ------------------- | ---------------------- |
| Марлин              | Пенко Русев            |
| Дори                | Ася Рачева             |
| Немо                | Иван Ранков            |
| Хрил                | Станислав Пищалов      |
| Плонд               | Иван Петрушинов        |
| Руби                | Таня Михайлова         |
| Гългул              | Анатоли Божинов        |
| Блъби               | Румен Угрински         |
| Деб                 | Светлана Бонин         |
| Жак                 | Кристиян Фоков         |
| Найджъл             | Стефан Сърчаджиев-Съра |
| Краш                | Кирил Янчулев          |
| Корал               | Весела Хаджиниколова   |
| Плис                | Богдан Плъков          |
| Г-н Лъч             | Христо Мутафчиев       |
| Брус                | Георги Тодоров         |
| Анкър               | Георги Новаков         |
| Чъм                 | Николай Урумов         |
| Зъболекар           | Петър Върбанов         |
| Дарла               | Царина Юхновска        |
| Тад                 | Венцислав Тодоров      |
| Перлика             | Грета Михайлова        |
| Шелдън              | Бранимир Миладинов     |
| Водач на пасаж риби | Иван Балсамаджиев      |

Други гласове
| Александър Воронов |
| Бисер Стоев        |
| Борислав Илиев     |
| Ваяна Данаилова    |
| Василена Стоева    |
| Елвира Иванова     |
| Кирил Бояджиев     |
| Людмил Стефанов    |
| Петко Георгиев     |
| Петя Миладинова    |
| Симеон Викторов    |
| Тодор Георгиев     |
| Христо Бонин       |
| Христо Узунов      |
| Цанко Тасев        |

Българска версия
| Обработка                       | Доли Медия Студио (2003)              |
| ------------------------------- | ------------------------------------- |
| Режисьор на дублажа             | Даниела Горанова-Фъркова              |
| Преводач                        | Венета Янкова                         |
| Тонрежисьор                     | Валерия Крачунова                     |
| Творчески ръководител           | Венета Янкова                         |
| Продуцент на българската версия | Disney Character Voices International |